# Charles Bickford
Charles Bickford (Cambridge, 1º gennaio 1891 – Los Angeles, 9 novembre 1967) è stato un attore statunitense.

## Biografia
Dopo gli studi di ingegneria, Bickford fu arruolato nella United States Navy come fochista e luogotenente durante la prima guerra mondiale. Al termine del conflitto scelse la professione di attore e per dieci anni calcò i palcoscenici del vaudeville e degli allestimenti teatrali di New York.
Il debutto sugli schermi avvenne nel 1929, quando fu notato dal regista Cecil B. DeMille, il quale gli offrì una parte nel film Dinamite. Ma è il ruolo dell'amante di Greta Garbo in Anna Christie (1930) a portare Bickford alla notorietà e ad assicurargli il prosieguo di una carriera che lo vedrà come inconfondibile caratterista con una stabile carriera a Hollywood.
Con il suo aspetto vigoroso e rude, Bickford rappresentò una folta galleria di personaggi, sotto la direzione di grandi registi come Otto Preminger in Un angelo è caduto (1945), King Vidor in Duello al sole (1946), George Cukor in È nata una stella (1954), conquistandosi anche una pessima fama con una serie di esplicite opinioni su colleghi e compagni di lavoro.
Nel corso di una carriera durata oltre trent'anni, Bickford fu candidato tre volte all'Oscar come migliore attore non protagonista per Bernadette (1943) di Henry King, La moglie celebre (1947) di Henry C. Potter e Johnny Belinda (1948) di Jean Negulesco, senza mai vincerlo. Si noti invece che per tutti e tre film le interpreti femminili, rispettivamente Jennifer Jones, Loretta Young e Jane Wyman, vinsero l'Oscar alla miglior attrice.
Fu attivo anche in televisione, prendendo parte, tra l'altro, ad alcuni telefilm, tra cui Il dottor Kildare e Il virginiano. In quest'ultima serie interpretò il ruolo di un fiero proprietario di ranch, personaggio che accrebbe la sua popolarità presso il pubblico.

## Vita privata
Bickford sposò Beatrice Ursula Allen nel 1916, a Manhattan. La coppia aveva un figlio, Rex, e una figlia, Doris. Alcune fonti hanno affermato che Rex morì nel 1960, ma questo è contestato da un articolo di giornale stampato al momento della morte di suo padre, che diceva che aveva 42 anni e si era sposato.
Bickford era un cattolico praticante e un democratico che sostenne la campagna di Adlai Stevenson durante le elezioni presidenziali del 1952 .
Nel 1965, Bickford pubblicò la sua autobiografia, Bulls Balls Bicycles & Actors .

## Morte
Bickford morì a Los Angeles il 9 novembre 1967, all'età di 76 anni, di polmonite e un'infezione del sangue dopo essere stato ricoverato in ospedale per un lungo periodo. Jennifer Jones , che era una cara amica di Bickford, ha tentato il suicidio il giorno della sua morte. Non è noto se il suo tentativo fosse correlato.
Bickford ha ricevuto due stelle sulla Hollywood Walk of Fame nel 1960. La sua star del cinema si trova al 6780 di Hollywood Boulevard, e la sua star televisiva si trova al 1620 di Vine Street.

## Filmografia

### Cinema
- La perla di Hawaii (South Sea Rose), regia di Allan Dwan (1929)
- Dinamite (Dynamite), regia di Cecil B. DeMille (1929)
- Gli eroi del deserto (Hell's Heroes), regia di William Wyler (1930)
- Il vampiro del mare (The Sea Bat), regia di Lionel Barrymore e Wesley Ruggles (1930)
- Anna Christie, regia di Clarence Brown (1930)
- River's End, regia di Michael Curtiz (1930)
- Passion Flower, regia di William C. deMille (1930)
- Borneo selvaggio (East of Borneo), regia di George Melford (1931)
- Naturich la moglie indiana (The Squaw Man), regia di Cecil B. DeMille (1931)
- The Pagan Lady, regia di John Francis Dillon (1931)
- Gli uomini nella mia vita (Men in Her Life), regia di William Beaudine (1931)
- La sperduta di Panama (Panama Flo), regia di Ralph Murphy (1932)
- L'ultimo scandalo (Scandal for Sale), regia di Russell Mack (1932)
- Thunder Below, regia di Richard Wallace (1932)
- The Last Man, regia di Howard Higgin (1932)
- Vanity Street, regia di Nick Grinde (1932)
- La grande menzogna (No Other Woman), regia di J. Walter Ruben (1933)
- Risveglio di un popolo (Song of the Eagle), regia di Ralph Murphy (1933)
- La nuova ora (This Day and Age), regia di Cecil B. DeMille (1933)
- L'inferno verde (White Woman), regia di Stuart Walker (1933)
- Red Wagon, regia di Paul L. Stein (1933)
- Little Miss Marker, regia di Alexander Hall (1934)
- A Wicked Woman, regia di Charles Brabin (1934)
- A Notorious Gentleman, regia di Edward Laemmle (1935)
- Sotto pressione (Under Pressure), regia di Raoul Walsh (1935)
- The Farmer Takes a Wife, regia di Victor Fleming (1935)
- All'est di Giava (East of Java), regia di George Melford (1935)
- Rose of the Rancho, regia di Marion Gering (1936)
- Pride of the Marines, regia di D. Ross Lederman (1936)
- La conquista del West (The Plainsman), regia di Cecil B. DeMille (1936)
- Sorgenti d'oro (High, Wide and Handsome), regia di Rouben Mamoulian (1937)
- Thunder Trail, regia di Charles Barton (1937)
- Non ho ucciso! (Night Club Scandal), regia di Ralph Murphy (1937)
- La figlia di Shanghai (Daughter of Shanghai), regia di Robert Florey (1937)
- Gangs of New York, regia di James Cruze (1938)
- La valle dei giganti (Valley of the Giants), regia di William Keighley (1938)
- La radio nella tempesta (The Storm), regia di Harold Young (1938)
- Sfida a Baltimora (Stand Up and Fight), regia di W. S. Van Dyke (1939)
- Romance of the Redwoods, regia di Charles Vidor (1939)
- Street of Missing Men, regia di Sidney Salkow (1939)
- Our Leading Citizen, regia di Alfred Santell (1939)
- Gli ammutinati (Mutiny in the Big House), regia di William Nigh (1939)
- One Hour to Live, regia di Harold D. Schuster (1939)
- Thou Shalt Not Kill, regia di John H. Auer (1939)
- Uomini e topi (Of Mice and Men), regia di Lewis Milestone (1939)
- Girl from God's Country, regia di Sidney Salkow (1940)
- South to Karanga, regia di Harold D. Schuster (1940)
- La via dell'oro (Queen of the Yukon), regia di Phil Rosen (1940)
- Riders of Death Valley, regia di Ford Beebe e Ray Taylor (1941)
- Burma Convoy, regia di Noel M. Smith (1941)
- Vento selvaggio (Reap the Wild Wind), regia di Cecil B. DeMille (1942)
- Tarzan a New York (Tarzan's New York Adventure), regia di Richard Thorpe (1942)
- La dama e l'avventuriero (Mr. Lucky), regia di Henry C. Potter (1943)
- Bernadette (The Song of Bernadette), regia di Henry King (1943)
- La nave senza nome (Wing and a Prayer), regia di Henry Hathaway (1944)
- Capitano Eddie (Captain Eddie), regia di Lloyd Bacon (1945)
- Un angelo è caduto (Fallen Angel), regia di Otto Preminger (1945)
- Duello al sole (Duel in the Sun), regia di King Vidor (1946)
- La moglie celebre (The Farmer's Daughter), regia di Henry C. Potter (1947)
- La donna della spiaggia (The Woman on the Beach), regia di Jean Renoir (1947)
- Forza bruta (Brute Force), regia di Jules Dassin (1947)
- L'ultima sfida (The Babe Ruth Story), regia di Roy Del Ruth (1948)
- Le quattro facce del West (Four Faces West), regia di Alfred E. Green (1948)
- Johnny Belinda, regia di Jean Negulesco (1948)
- Suprema decisione (Command Decision), regia di Sam Wood (1948)
- La morte al di là del fiume (Roseanna McCoy), regia di Irving Reis (1949)
- Il segreto di una donna (Whirlpool), regia di Otto Preminger (1949)
- Colpevole di tradimento (Guilty of Treason), regia di Felix E. Feist (1950)
- La gioia della vita (Riding High), regia di Frank Capra (1950)
- Il marchio di sangue (Branded), regia di Rudolph Maté (1950)
- Pelle di rame (Jim Thorpe – All-American), regia di Michael Curtiz (1951)
- Fuga d'amore (Elopment), regia di Henry Koster (1951)
- La donna del porto (The Raging Tide), regia di George Sherman (1951)
- L'ultima resistenza (The Last Posse), regia di Alfred L. Werker (1953)
- È nata una stella (A Star is Born), regia di George Cukor (1954)
- Il principe degli attori (Prince of Players), regia di Philip Dunne (1955)
- Nessuno resta solo (Not as a Stranger), regia di Stanley Kramer (1955)
- Corte marziale (The Court-Martial of Billy Mitchell), regia di Otto Preminger (1955)
- Autostop (You Can't Run Away from It), regia di Dick Powell (1956)
- Le avventure di mister Cory (Mister Cory), regia di Blake Edwards (1957)
- Il grande paese (The Big Country), regia di William Wyler (1958)
- Gli inesorabili (The Unforgiven), regia di John Huston (1960)
- I giorni del vino e delle rose (Days of Wine and Roses), regia di Blake Edwards (1962)
- Posta grossa a Dodge City (A Big Hand for the Little Lady), regia di Fielder Cook (1966)

### Televisione
- Screen Directors Playhouse – serie TV, episodio 1x11 (1955)
- Celebrity Playhouse – serie TV, episodio 1x11 (1955)
- The 20th Century-Fox Hour – serie TV, episodio 2x13 (1957)
- Climax! – serie TV, episodio 3x37 (1957)
- Scacco matto (Checkmate) – serie TV, episodio 1x07 (1960)
- General Electric Theater – serie TV, episodio 10x01 (1961)
- The Americans – serie TV, episodio 1x14 (1961)
- The Dick Powell Show – serie TV, episodi 1x08-2x29 (1961-1963)
- Il virginiano (The Virginian) – serie TV, 46 episodi (1962-1968)

## Doppiatori italiani
- Gaetano Verna in Vento selvaggio, Bernadette, Forza bruta, La gioia della vita, Il marchio di sangue, La donna del porto
- Sandro Ruffini in La conquista del West, Capitano Eddie, La moglie celebre, Il segreto di una donna
- Giorgio Capecchi in Le avventure di mister Cory, Gli inesorabili, I giorni del vino e delle rose
- Emilio Cigoli in Sfida a Baltimora, La donna della spiaggia (ridoppiaggio)
- Mario Pisu in La dama e l'avventuriero, Nessuno resta solo
- Mario Besesti in Johnny Belinda, Fuga d'amore
- Lauro Gazzolo in È nata una stella, Corte marziale
- Romolo Costa in All'est di Giava
- Corrado Racca in Duello al sole
- Giulio Panicali in Il grande paese
- Michele Gammino in Anna Christie (doppiaggio tardivo)
- Giorgio Piazza in Suprema decisione (ridoppiaggio)

## Riconoscimenti
- Premi Oscar 1944 – Candidatura all'Oscar al miglior attore non protagonista per Bernadette
- Premi Oscar 1948 – Candidatura all'Oscar al miglior attore non protagonista per La moglie celebre
- Premi Oscar 1949 – Candidatura all'Oscar al miglior attore non protagonista per Johnny Belinda